# 4879 Zykina
4879 Zykina је астероид главног астероидног појаса чија средња удаљеност од Сунца износи 3,166 астрономских јединица (АЈ).
Апсолутна магнитуда астероида је 11,7.